# Harry Hedegaard
Harry Christian Hedegaard (* 7. November 1894 in Kopenhagen; † 19. Juli 1939 in Humlebæk) war ein dänischer Schwimmer.

## Karriere
Hedegaard nahm 1912 im Alter von 17 Jahren an den Olympischen Spielen in Stockholm teil. Dort scheiterte er in den Wettbewerben über 400 m und 1500 m Freistil jeweils im Vorlauf.